# X-20 Dyna-Soar

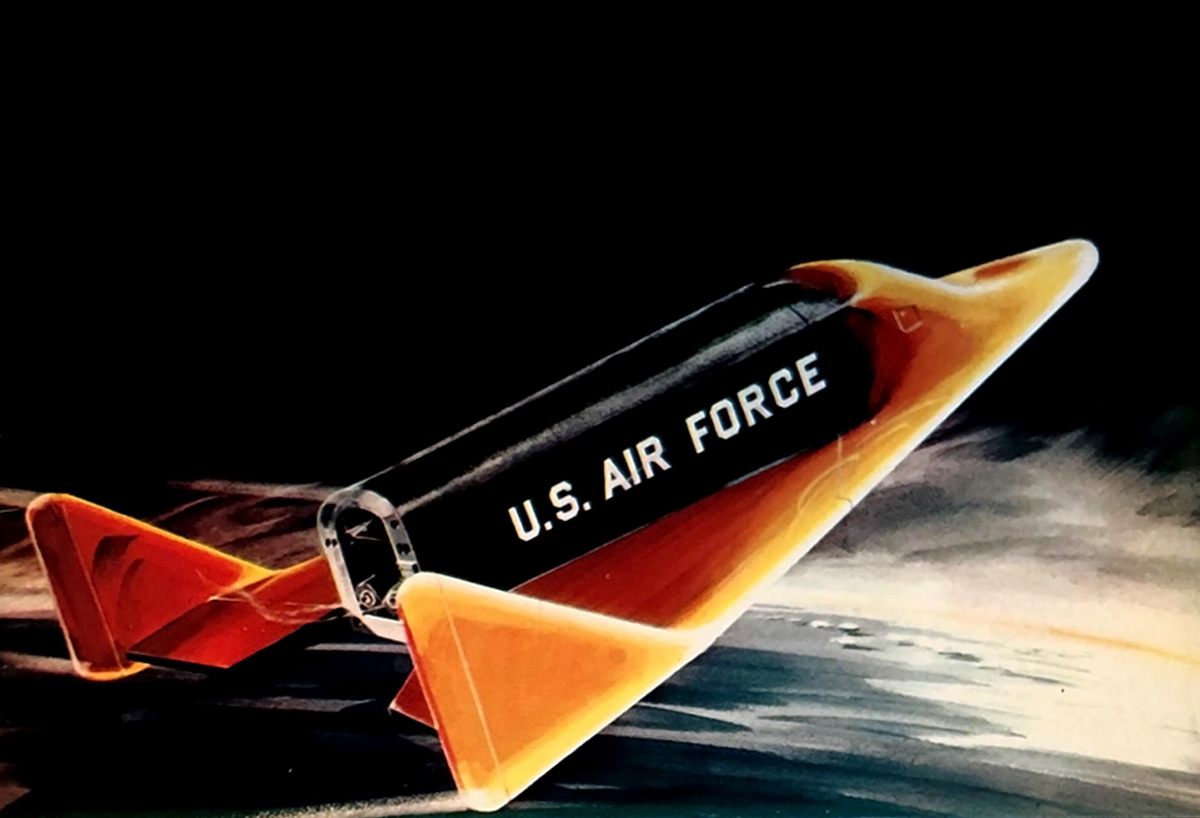
Concept artistic al avionului X-20 în timpul re-intrării în atmosferă.

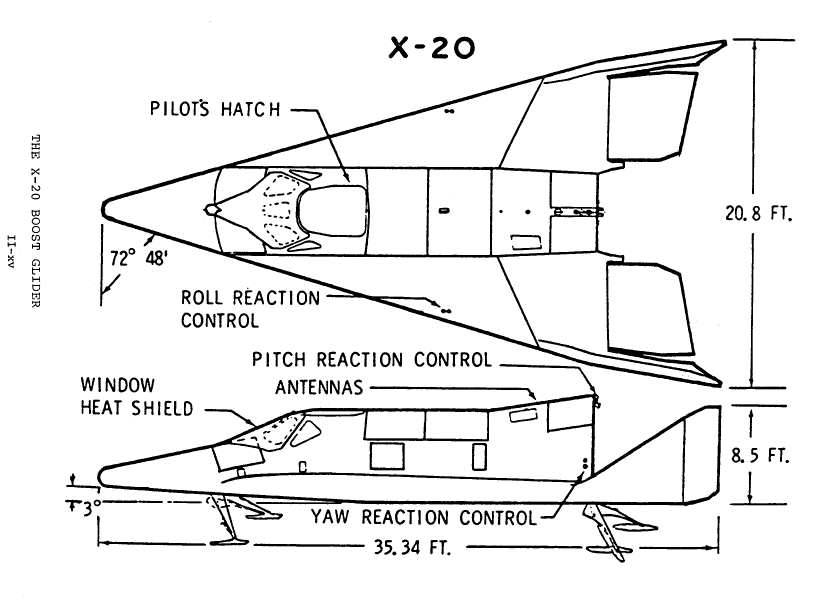
Diagrama

X-20 Dyna-Soar ("Dynamic Soarer") a fost un program al United States Air Force (USAF) cu scopul de a dezvolta un avion spațial care să poată fi folosit pentru o multitudine de misiuni militare, inclusiv recunoaștere, bombardament, salvare spațială, întreținerea sateliților și sabotajul sateliților inamici. Programul a durat între 24 octombrie 1957 până în 10 decembrie 1963, costând 660 milioane dolari americani și a fost sistat imediat după ce a început construcția aparatului.